# Сейді Фрост
Сейді Ліза Фрост (англ. Sadie Liza Frost; нар. 19 червня 1965) — англійська актриса, продюсерка та модельєрка. Володіла модною маркою Frost French (до її закриття в 2011 році) та кінокомпанією (Blonde to Black Pictures).

## Біографія
Фрост народилася в Іслінгтоні, на півночі Лондона, в 1965 році Її батьками були художник Девід Воган, який працював на «Бітлз», та 16-річна актриса Мері Девідсон.
Після розлучення батьків вона переїхала в Манчестер. У Сейді є 4 сестри і 5 братів
Сейді заробляла на життя в основному зйомками в музичних кліпах. У кіно найбільше вона відома роллю вампірки Люсі Вестенри у фільмі Френсіса Форда Копполи « Дракула Брема Стокера» (1992).
У 1994 році Фрост знялася з Джудом Лоу в режисерському дебюті Пола Андерсона «Шоппінг». Після спільних зйомок у них зав'язався роман і Сейді вийнла заміж на Лоу. У шлюбі з ним вона мала трьох дітей. Фрост тимчасово перестала зніматися в кіно та заснувала продюсерську компанію Natural Nylon. 
У 1999 році Фрост заснувала модний бренд Frost French зі своєю подругою Джемімою Френч. Лейбл розпочався з нижньої білизни і розширився в колекціях одягу. Frost French виграла нагороду Диайнеро року 2004 від журналу Elle.
У 1981 році, коли їй виповнилося 16 років, Фрост познайомилася з танцівником балету Спандау Гері Кемпом . Вони одружилися, коли їй було 22 роки, незадовго до її 23-річчя, 7 травня 1988 року. Їх син Фінлей народився в 1990 році. Фрост і Кемп розлучились 19 серпня 1995 р.
Фрост познайомилася з Джудом Лоу під час роботи над фільмом « Шоппінг» . Вони одружились у вересні 1997 року. Мали трьох дітей: Рафферті (1996 р. Н.); Айріс (2000 р.н.) та Руді (2002 р.н.) Фрост і Лоу розлучилися 29 жовтня 2003 р.

## Фільмографія
| Рік      | Фільм                                          | Роль               | Примітки |
| -------- | ---------------------------------------------- | ------------------ | -------- |
| 1987 рік | Емпайр-Стейт                                   |                    |          |
| 1989 рік | Діамантові черепи                              | Ребекка            |          |
| 1990 рік | Привид у Монте-Карло                           |                    |          |
| 1990 рік | Ворони                                         |                    |          |
| 1992 рік | Дракула Брема Стокера                          | Люсі Вестенра      |          |
| 1993 рік | Переплутані спадкоємці                         | Анжела             |          |
| 1994 рік | Чарівний мисливець                             | Єва                |          |
| 1994 рік | Шопінг                                         | Джо                |          |
| 1995 рік | Історія кохання піромана                       | Хетті              |          |
| 1996 рік | Злочинність                                    |                    |          |
| 1997 рік | Flypaper                                       |                    |          |
| 1997 рік | Схильність                                     |                    |          |
| 1998 рік | Остаточний монтаж                              | Сейді              |          |
| 1999 рік | Наявність духа                                 |                    |          |
| 1999 рік | Капітан Джек                                   | Тесса              |          |
| 2000 рік | Ідеальний чоловік                              | Місіс. Лора Чевелі |          |
| 2000 рік | Люби, шануй і слухайся                         | Сейді              |          |
| 2000 рік | Rancid Aluminium                               |                    |          |
| 2001 рік | Повстання                                      | Цивія Любеткін     |          |
| 2008 рік | Важкий                                         | Датч               |          |
| 2008 рік | Shoot on Sight                                 |                    |          |
| 2008 рік | Beyond the Rave                                | павший ангел       |          |
| 2014 рік | Плутанина мов                                  | себе               |          |
| 2014 рік | Смертоносні чесноти: Кохання. Честь. Слухайся. | вродлива жінка     |          |
| 2015 рік | Моллі Мун і чарівний підручник гіпнозу         | місіс Алебастр     |          |
| 2015 рік | Запаліть Темзу                                 | місіс Гортензі     |          |
| 2019 р   | Nocturnal                                      | Жан                |          |
| 2020 рік | Чекаючи Аню                                    | мадам Жоллет       |          |